# Abhandlungen der Schlesischen Gesellschaft für Vaterländische Cultur. Abtheilung für Naturwissenschaften und Medicin
Abhandlungen der Schlesischen Gesellschaft für Vaterländische Cultur. Abtheilung fü Naturwissenschaften und Medicin (abreviado Abh. Schles. Ges. Vaterl. Cult., Abth. Naturwiss.) fue una revista con ilustraciones y descripciones botánicas en la que fue la antigua ciudad alemana de Wroclaw ahora Breslavia en Polonia. Se publicó desde 1861 hasta 1873.